# Rhamnella tonkinensis
Rhamnella tonkinensis là một loài thực vật có hoa trong họ Táo. Loài này được Charles-Joseph Marie Pitard mô tả khoa học đầu tiên năm 1912 dưới danh pháp Chaydaia tonkinensis. Năm 1973, Takashi Yamazaki chuyển nó sang chi Rhamnella.

## Tên gọi
Pitard ghi tên bản địa của nó là chay daï, trong khi trên mẫu lectotype lưu giữ tại Bảo tàng Lịch sử Tự nhiên Quốc gia Pháp thì ghi tên bản địa là chay dai. Phạm Hoàng Hộ (1999) ghi tên bản dịa là chạy da.

## Phân bố
Loài đặc hữu Việt Nam, được tìm thấy trong khu vực rừng núi thuộc tỉnh Ninh Bình.